# Ryan Brasier
Ryan David Brasier (Wichita Falls, 26 agosto 1987) è un giocatore di baseball statunitense, lanciatore di rilievo per i Boston Red Sox della Major League Baseball (MLB).

## Biografia
Brasier frequentò la Rider High School nella sua città natale, Wichita Falls, nel Texas. Ottenuto il diploma si iscrisse al Weatherford College di Weatherford.

## Carriera

### Minor League Baseball (MiLB)
Brasier venne selezionato nell'6º turno del draft MLB 2007 dai Los Angeles Angels of Anaheim, e fu assegnato in classe Rookie. Nel 2008 gioco principalmente in Classe A e nel 2009  tra la Classe A-avanzata e la Doppia-A. Giocò in Doppia-A per l'intera stagione 2010 mentre nel 2011 giocò tra la Doppia-A e la Tripla-A. Nel 2012 giocò per tutta la stagione in Tripla-A. Iniziò la stagione 2013 in Tripla-A.

### Major League Baseball (MLB)
Brasier debuttò nella MLB il 2 maggio 2013, all'Angel Stadium di Anaheim contro i Baltimore Orioles, concedendo due punti e due valide. Concluse la sua stagione d'esordio con 7 partite giocate con gli Angels in MLB, a fronte delle 38 partite giocate in MiLB.
Il 7 luglio 2015, Brasier firmò un contratto di minor league con gli Oakland Athletics. Fu impiegato durante le stagioni 2015 e 2016 in Tripla-A.

### Nippon Professional Baseball (NPB)
Il 14 dicembre 2016 gli Athletics cedettero il contratto di Brasier agli Hiroshima Toyo Carp della Nippon Professional Baseball.

### Ritorno in America
Il 4 marzo 2018, Brasier firmò un contratto di minor league con i Boston Red Sox. Inizialmente assegnato in Tripla-A, partecipò ai Triple-A All-Star Game. Venne promosso in major league l'8 luglio debuttando il giorno seguente con la squadra, contro i Rangers. Il 30 agosto ottenne la sua prima vittoria in MLB, contro i White Sox. Terminata la stagione regolare, partecipò per la prima volta nel post-stagione, diventando campione delle World Series in seguito alla vittoria dei Red Sox.
Nel 2021, disputò la prima partita nella MLB il 3 settembre, dopo aver passato diversi mesi nella minor league, a scopo riabilitativo. Chiuse la stagione con 12,0 inning complessivi, disputati in tredici partite.

## Palmarès
- World Series: 1

Boston Red Sox: 2018